# Dalberg (bei Bad Kreuznach)
Dalberg település Németországban, Rajna-vidék-Pfalz tartományban. Lakosainak száma 216 fő (2023. december 31.).

## Népesség
A település népességének változása:
| Lakosok száma | 280  | 254  | 225  | 224  | 229  | 226  | 216  |
|               | 1975 | 2010 | 2017 | 2019 | 2021 | 2022 | 2023 |